# Ordre de Saint-Stanislas (Russie impériale)
Ne doit pas être confondu avec Ordre de Saint-Stanislas.
L’ordre de Saint-Stanislas (en polonais : Order Świętego Stanisława Biskupa Męczennika et en russe : Орден Святого Станислава) est un ordre honorifique polonais, puis russe, créé en 1765 par le roi Stanislas Auguste Poniatowski. Aboli en 1917, une version légèrement modifiée a continué à être décernée par le gouvernement provisoire.
C’est aujourd’hui un ordre dynastique de la maison Romanov.

## Ordre polonais
L’ordre est créé le 7 mai 1765 par le roi Stanislas Auguste Poniatowski et entre dans le giron russe en 1815.

## Ordre impérial russe
L’ordre est conservé par le tsar Alexandre Ier après l’annexion de la Pologne, puis réorganisé et devient officiellement, en 1831, un ordre impérial et royal russe sous le règne de Nicolas Ier à la suite de l’insurrection de Novembre.
En 1832, les insignes de l’ordre sont modifiés, la représentation de saint Stanislas est remplacée par le monogramme « SS », les aigles polonaises laissent leur place aux aigles bicéphales russes. La direction de l’ordre est transférée de Varsovie à Saint-Pétersbourg. Nicolas Ier approuve un nouveau statut de l’ordre en 1839 le ramenant à trois classes.
De 1845 à 1855, l’ordre, conférant la noblesse héréditaire, n’est plus décerné dans les 2e et 3e classe (leur grande diffusion ayant entraîné une forte augmentation du nombre de nobles). À partir de 1855, toutes les classes sont de nouveau décernées mais seule la 1re confère la noblesse héréditaire.
L’ordre est aboli en 1917 après la prise de pouvoir par les bolchéviques, mais l'ordre de Saint Stanislas a continué à être décerné après la révolution par les chefs de la maison impériale en exil : le grand-duc Kirill Vladimirovitch, le grand-duc Vladimir Kirillovitch et la grande-duchesse Maria Vladimirovna ; ce dernier comme prétendant au trône de Russie.

### Destination
À partir d’un oukase de 1839, l’ordre est destiné à gratifier des personnes ayant rendu des services exceptionnels pour la prospérité impériale et, dans certains cas, pour récompenser des officiers. 
Décerné pour récompenser les mérites personnels tant civils que militaires, il occupait la sixième place dans la hiérarchie des ordres russes et a été très largement attribué. 
Cet ordre venait après celui de Sainte-Anne. De nombreux ingénieurs et techniciens français l’ont reçu à l’issue de missions d’assistance scientifique et technique effectuées en Russie.

## Classes et insignes
L’ordre de Saint-Stanislas a comporté tout d’abord quatre classes, qui ont été ramenées à trois classes en 1839 :
- première classe (plaque d’argent à huit grands rayons portée sur la poitrine gauche plus une croix en or de 60 mm de diamètre portée sur la hanche gauche au moyen d’un grand cordon),

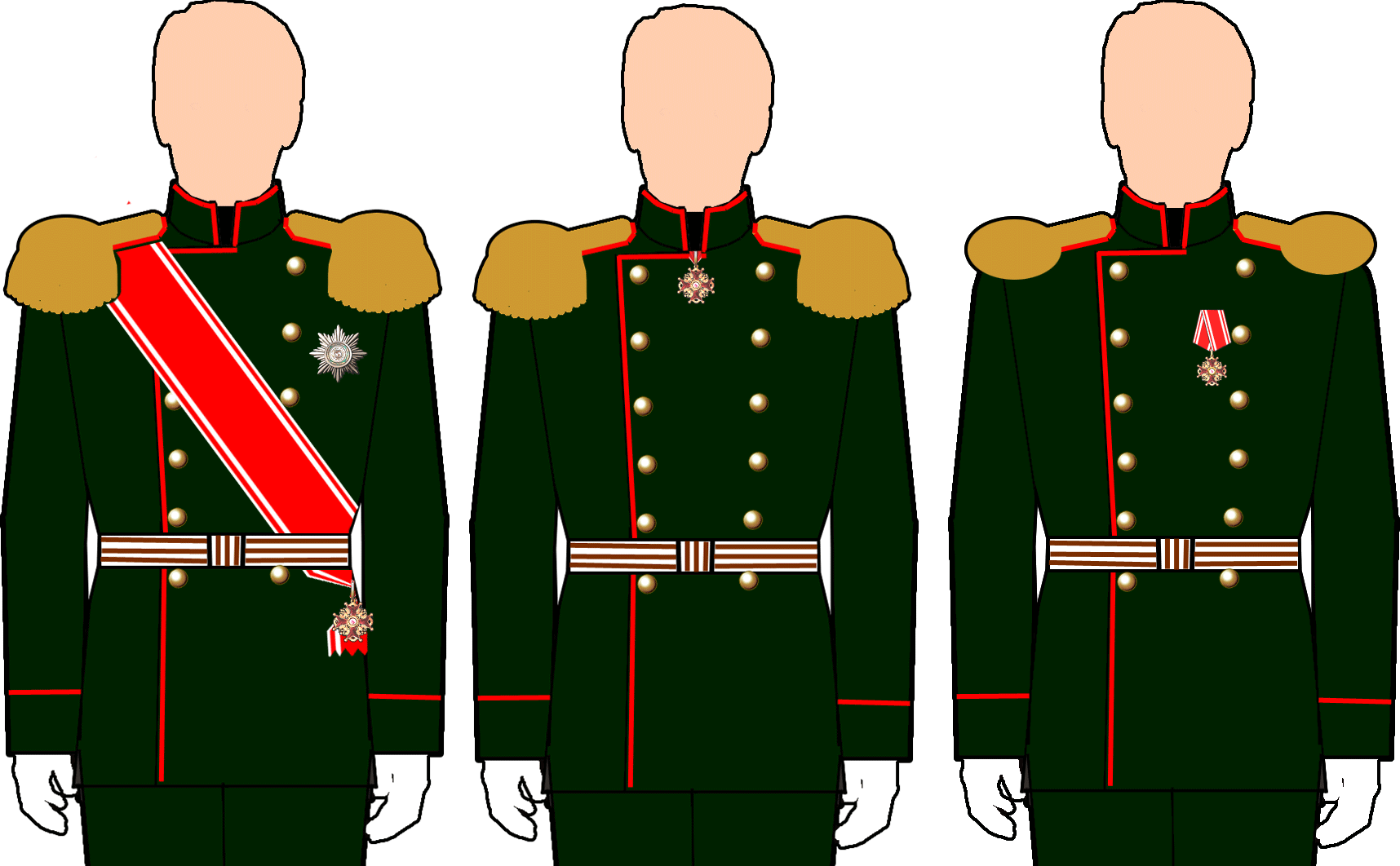
Règles de port des classes de l’Ordre de Saint Stanislas (de gauche à droite de la 1re à la 3e).

- seconde classe (croix en or de 45 mm portée en sautoir autour du cou au moyen d’une cravate),
- troisième classe (croix en or de 37 mm de diamètre portée sur la poitrine gauche suspendue à un ruban).

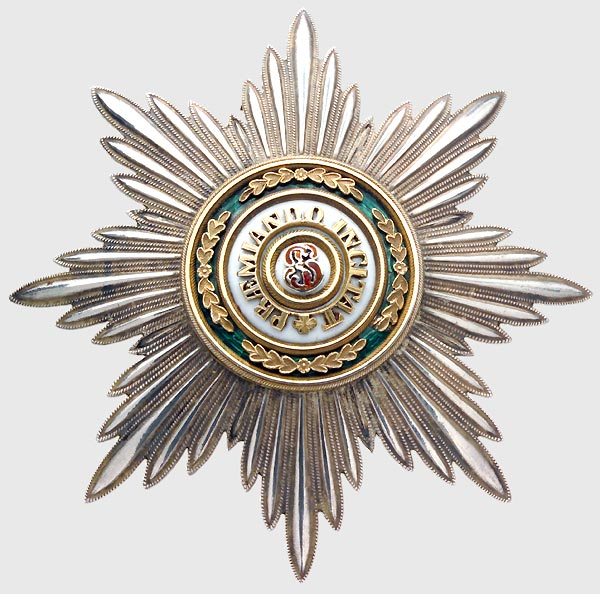
Plaque.
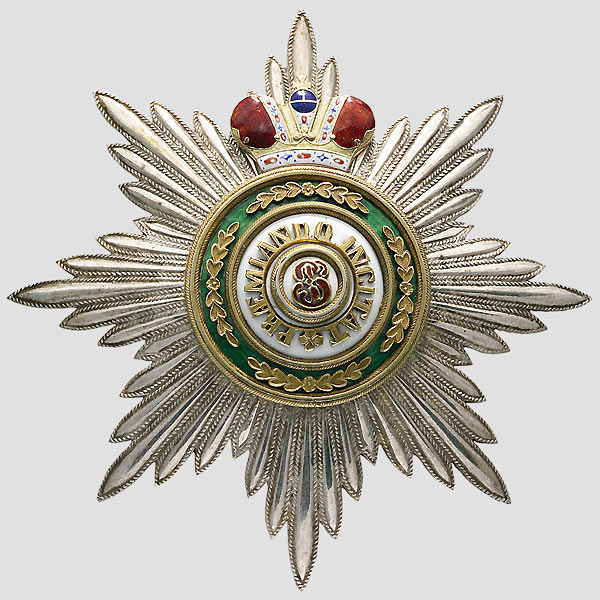
Plaque avec couronne
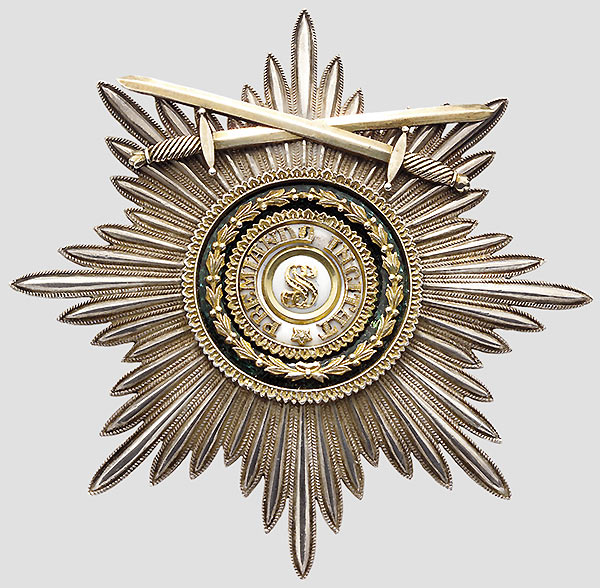
Plaque avec épées
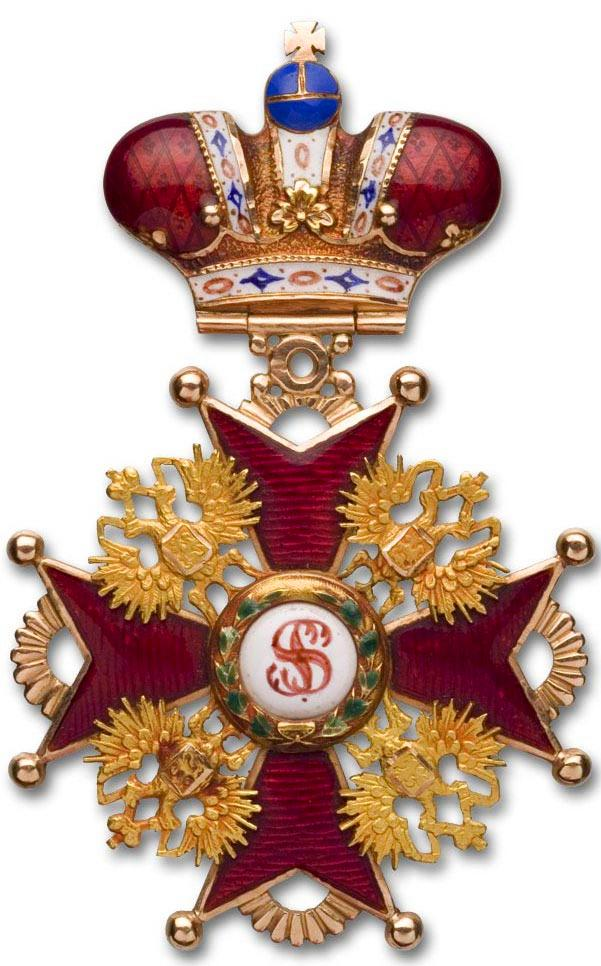
Insigne de seconde classe avec couronne
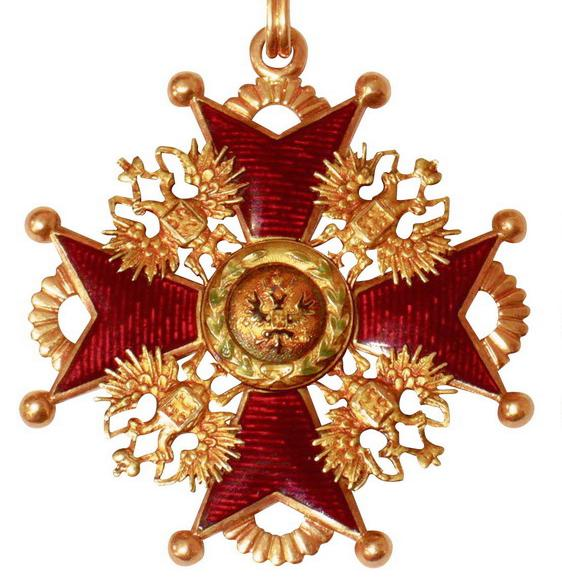
Insigne de seconde classe pour non-chrétiens (le double S -Saint Stanislas- du médaillon central est remplacé par un aigle)

## Personnalités distinguées par l’ordre
- Catégorie:Récipiendaire de l'ordre de Saint-Stanislas (russe)
- Baron Jean de Witte (1808-1889) : Archéologue, épigraphiste, numismate, académicien, etc.
- Amiral Gustave Besnard (1833-1903), ministre de la Marine entre 1895 et 1898[1]
- Vassili Andreïev (1861-1918), fondateur du Grand Orchestre russe
- Frédéric Kuhlmann (1803-1881), chimiste, chercheur universitaire et industriel français
- Alfred Loreau (1843-1922), industriel et homme politique français, nommé commandeur en 1898
- Anders Johan Sjögren, linguiste finlandais, 1855
- Charles Louis Fontaine (1818-1868), commissaire de la Marine, officier à bord du yacht impérial L'Aigle de 1859 à 1865
- Antoine Brignole-Sale : (1786-1863), aristocrate génois, petit-fils de doge, marquis de Groppoli en Toscane, comte de l’empire, maître des requêtes de l’empereur Napoléon Ier, préfet de Montenotte, geôlier du pape Pie VII à Savone, ministre de la république de Gênes au congrès de Vienne, certainement un des plus grands sinon le plus grand des ambassadeurs du royaume de Sardaigne. Grande figure de la monarchie de Juillet à Paris, intime de Louis-Philippe Ier et de sa famille, Antoine Brignole-Sale fut apprécié des plus grands. Le tsar Nicolas Ier de Russie l'avait surnommé : « le grand ambassadeur du petit roi ». Il est le père de Maria Brignole Sale De Ferrari, duchesse de Galliera[2].
- Konstantin Possiet (1820-1899), amiral, ministre des Transports et des Communications de la Russie de 1874 à 1888.
- Aimé Constantin : (1831-1900) 2e degré en 1868 puis commandeur en 1872, érudit, philologue, écrivain français, précepteur de la grande duchesse Olga (future reine de Grèce) et des grands ducs Constantin, Dmitri et Viatcheslav Constantinovitch, cousins de l’empereur Alexandre II de Russie.
- Frédéric Fromhold de Martens (1845-1909), diplomate russe, juriste de renommée internationale.
- Jean Doulcet (1865-1928), diplomate français, grand-croix le 6 juillet 1914.
- Gaston Raoul Grandclément (1866-1942), commandeur.
- Colonel Eric d’Alançon (1874-1917) a reçu la croix de l'ordre de Saint-Stanislas.
- Émile Bertin (1840-1924), élevé à la dignité de grand-croix de l’ordre de Saint-Stanislas de Russie, ingénieur général de 1re classe du Génie maritime, savant de renommée universelle.
- Jean Antoine Léon Bassot (1841-1917) élevé à la dignité de grand-croix de l’ordre de Saint-Stanislas de Russie, militaire, astronome, géographe, membre de l’Institut, commandeur de la Légion d’honneur, vice-président du bureau des longitudes et de la société de géographie.
- Giuseppe Verdi (1813-1901) a reçu la croix de l’ordre de Saint-Stanislas. Compositeur italien d’opéras, politicien (député et sénateur), par ses opéras il participa à l'unification italienne.
- Henri Savatier (1855-1952) Commandeur. Avocat, directeur de l’Action Catholique (catholicisme social), chef de bataillon de territoriale.
- Félix-Louis Peyssard (de Passorio) (1802-1868), Régisseur du théâtre de Saint-Pétersbourg, décoré à la suite du tsar Alexandre II, commandeur de l’ordre de Saint-Stanislas de Russie.
- Charles Azan (conseiller municipal de la ville de Toulon, organisateur des fêtes franco-russes) chevalier de l’ordre de Saint-Stanislas de 3e classe en 1894 par oukase.
- Eugène Roland-Gosselin, agent de change à Paris, commandeur de l’ordre de Saint Stanislas.
- Marcel François Goulette, lieutenant au 2e régiment du Génie en 1917.
- Frank Worsley (1872-1943), militaire et explorateur néo-zélandais, décoré pour ses actions lors de l’intervention en Russie septentrionale contre les bolcheviks en 1919.
- André Charles Gérardin, (1891 - 1986), Commis principal au service télégraphique de la présidence de la république française. Reçoit La Croix de l’ordre de saint Stanislas de 3e classe.
- Anatoli Tchaïkovski (1850-1916), personnalité publique, frère du compositeur Piotr Ilitch Tchaïkovski.
- Charles-Victor De Bavay, procureur-général de la cour d’appel de Bruxelles.

## Liste et place des ordres de l’ancienne Russie impériale
1. Ordre du Grand Prieuré Russe (de Malte), fondé en 1048
2. Ordre impérial de Saint-André, premier des apôtres, fondé en 1698 par le tsar Pierre Ier
3. Ordre impérial de Saint-Vladimir, prince et égal aux apôtres, fondé en 1782 par l’impératrice Catherine II
4. Ordre impérial de Saint-Alexandre Nevski, Prince orthodoxe, fondé en 1722 par l’empereur Pierre Ier
5. Ordre impérial et royal de l’Aigle blanc, fondé en 1325 par le roi Ladislas Ier de Pologne
6. Ordre impérial de Sainte-Anne, fondé en 1735 par le duc Charles-Frédéric de Holstein-Gottorp
7. Ordre de Saint-Stanislas impérial et royal, fondé en 1765 par le roi Stanislas II de Pologne
8. Ordre impérial et militaire de Saint-Georges, martyr et victorieux, fondé en 1769 par l’impératrice Catherine II
9. Ordre impérial de Sainte-Catherine, la Grande Martyre – ordre de la Libération (délivrance) (Femmes), fondé en 1714 par le tsar Pierre Ier